# Amandus
Niektóre z zamieszczonych tu informacji od 2015-01 wymagają weryfikacji.
 Po wyeliminowaniu niedoskonałości należy usunąć szablon [[Szablon:Dopracować|]] z tego artykułu.
Amandus, C. C. Amandus (zm. 285) – przywódca bagaudów w powstaniu przeciwko Rzymowi na terytorium Galii i Hiszpanii. Jego prawą ręką był Aelianus. Nie jest zupełnie jasne, czy podczas rebelii został obwołany cesarzem.